# Piçarra
Piçarra est une municipalité brésilienne située dans l'État du Pará.